# احتجاجات غزة الحدودية 2018–19

شعار مسيرة العودة الكُبرى

في الذكرى السنوية الثانية والأربعين ليوم الأرض الفلسطيني، الموافق 30 مارس 2018، التي شملت مسيرات في العديد من المناطق في فلسطين وأخرى مناصرة لها، قَتل جيش الاحتلال الإسرائيلي 16 فلسطينيا، وذلك عندما فتحَ النار على مظاهرةٍ كانت تجري على حدود قطاع غزة، وشملت مظاهرات حرق لإطارات مطاطية ورشق الحجارة واستعمال الطائرات الورقية المشتعلة لحرق الحقول الزراعية في المستوطنات. جاءَت هذه المظاهرات في إطار دعوة للجنة التنسيقية العليا لمسيرات العودة، حيثُ دَعت إلى حراكٍ سلمي فلسطيني يبدأ يوم الجُمعة 30 مارس 2018 في الذكرى الثانية والأربعين ليوم الأرض الفلسطيني، وأن تستمر حتى ذكرى النكبة الفلسطينية يوم 15 مايو 2018.
أكدت وزارة الصحة الفلسطينية مقتل 16 فلسطينيًا بينهم ثلاثة بقصف مدفعية الاحتلال الإسرائيلي، فيما قتلَ البقية بالرصاص في نقاط المظاهرات التي إمتدت من رفح حتى بيت حانون، مرورًا بخانيونس والبريج وغزة. كما ذكرت وزارة الصحة إصابة أكثر من 1,416 مواطنًا بجراح مختلفة واستنشاق الغاز.
في مساءٍ يوم 30 مارس، أعلن الرئيس الفلسطيني محمود عباس الحداد الوطني العام على أراوح من إرتقوا خلال إحياء ذكرى يوم الأرض، حيثُ عمَ الإضراب الشامل يوم السبت محافظات فلسطين أجمع، وشمل المؤسسات الرسمية والأهلية والمدارس والجامعات، فيما أغلقت المحال التجارية أبوابها كما أعلنت نقابات النقل التزامها بالإضراب.
أسماء من قُتلوا في اليوم الأول من الأحداث: ناجي أبو حجير، محمد كمال النجار، وحيد نصر الله أبو سمور، أمين منصور أبو معمر، محمد نعيم أبو عمرو، أحمد إبراهيم عاشور عودة، جهاد أحمد «فرينة» الفراني، محمود سعدي رحمي، عبد الفتاح عبد النبي، إبراهيم صلاح أبو شعر، عبد القادر مرضي الحواجري، ساري وليد أبو عودة، حمدان إسماعيل أبو عمشة، جهاد زهير أبو جاموس، بادر فايق الصباغ، عمر سمور.

## التطورات

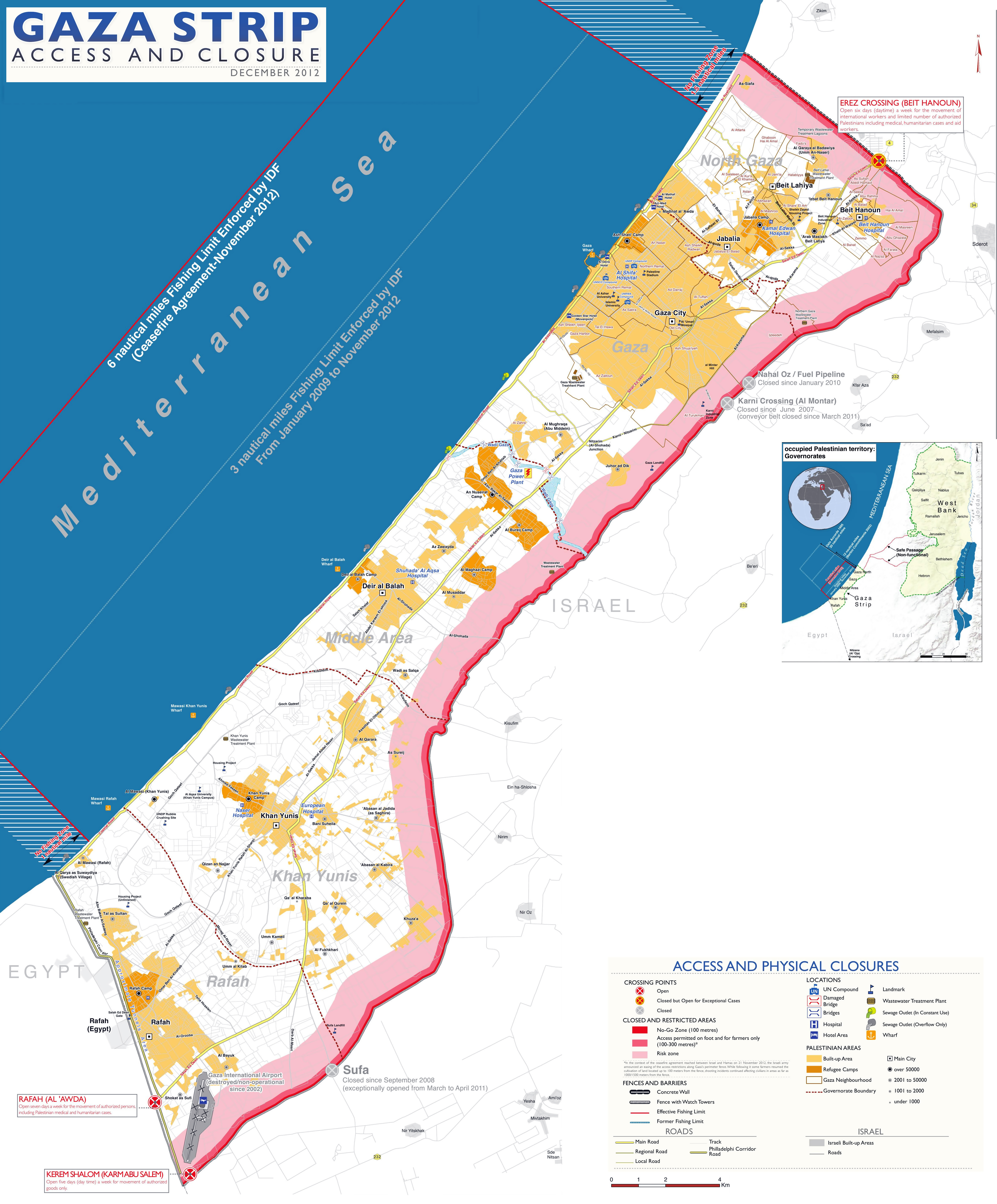
خريطة لقطاع غزة تبين القيود على الحدود مع إسرائيل:
منطقة محظورة
يسمح بالوصول سيرا على الأقدام للمزارعين فقط
منطقة خطرة

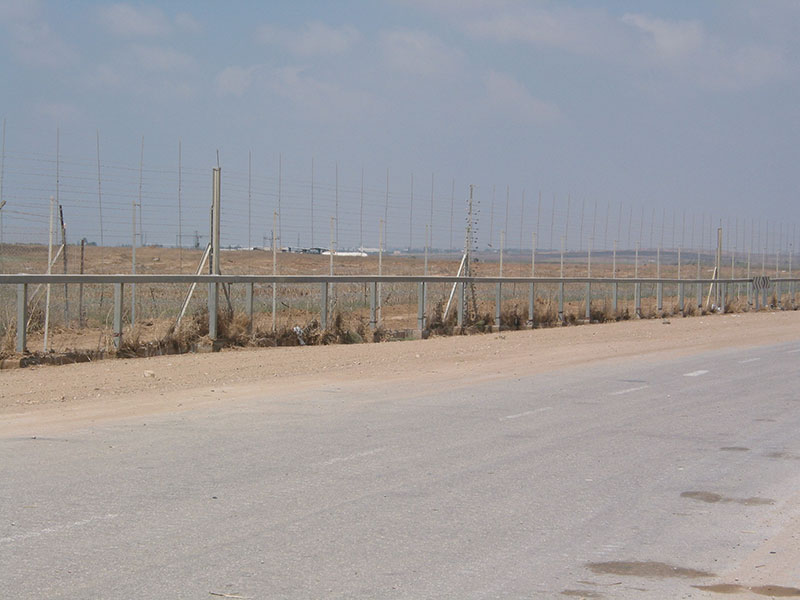
الجدار الإسرائيلي الفلسطيني ينظر إليه من الجانب الإسرائيلي

### جمعة الكاوشوك
في يوم الجمعة التالي 6 أبريل، نُظم في قطاع غزة مسيرات إلى الشريط الحدودي مرة أخرى، وتقرر أن تُجمع فيها إطارات الكاوشوك وحرقها لخلق جدار من الدخان لتعطيل عمل القناصة الإسرائيليون؛ استشهد في تلك المسيرات 10 فلسطينيون وأصيب الآلاف.

### 14 مايو
أعلنت وزارة الصحة الفلسطينية عن وفاة 61 متظاهراً وإصابة أكثر من 2400 آخرين بنيران الجيش الإسرائيلي على حدود قطاع غزة، حيثُ خرج عشرات الآلاف في قطاع غزة للتنديد بنقل السفارة الأمريكية من تل أبيب إلى القدس.، ويُعتبر 14 مايو، اليوم الأكثر دموية في قطاع غزة منذ نهاية الحرب عام 2014.

### 28 سبتمبر
في 28 سبتمبر 2018، شارك عشرات الآلاف من الفلسطينيين في التظاهرة الـ 27 من مسيرات العودة الكبرى، وأطلقوا عليها «جمعة انتفاضة الأقصى». ووفقًا لشهود عيان، شهدت أحداث التظاهرة اقتحام المتظاهرين الفلسطينيين للسياج الأمني في مناطق مختلفة من الحدود الشرقية لقطاع غزة، ونجحوا بإسقاط طائرتين مسيرتين للجيش الإسرائيلي. ونتيجة إستهداف قناصة الجيش الإسرائيلي المباشر للمتظاهرين العزّل، قالت وزارة الصحة إن 7 متظاهرين بينهم طفل قتلوا، وأصيب نحو 506 آخرين بالرصاص الحي وقنابل الغاز.

#### التَبِعات
أعلن الرئيس محمود عباس عن «تنكيس الأعلام والحداد على أرواح الشهداء لمدة ثلاثة أيام»، كما أعلن الإضراب الشامل يوم 15 مايو بمناسبة ذكرى النكبة، واعتبر الرئيس الفلسطيني اجتماع القيادة في السفارة الأمريكية في القُدس «بؤرة استيطانية»، وأكد على أنَّ الولايات المتحدة لم تعد وسيطًا في عملية السلام، كما ذكر أنَّ إسرائيل ترتكب المجازر في الضفة الغربية وغزة.
كما ناشدت وزارة الصحة الفلسطينية في قطاع غزة المجتمع الدولي بكافة مؤسساته الإنسانية والإغاثية بالتدخل العاجل لدعم المستشفيات بالأدوية ومستلزمات الطوارئ والوفود الطبية التخصصية، حيثُ ذكرت الوزارة أنَّ العديد من الإصابات بحاجة لجراحاتٍ مُعقدة وخاصة في جراحة الأوعية الدموية والعظام والتخدير والعناية المركزية، كما طالبت الوزارة بنقل الجرحى للمستشفيات التخصصية داخل جمهورية مصر وذلك بسبب الأعداد المتزادية من المصابين.
دعا وزير الخارجية الفرنسي جان إيف لودريان القوات الإسرائيلية إلى ضبط النفس بعد وفاة أكثر من 40 فلسطيني، ووصف قرار الولايات المتحدة بنقل سفارتها إلى القدس بأنه استهزاء بالقانون الدولي.

## ردود الفعل الإسرائيلية
هددَ وزير جيش الإحتلال الإسرائيلي افيغادور ليبرمان المشاركين في مسيرات العودة، ودعى الأفراد إلى عدم المشاركة في المسيرات. كما توجه عضو حزب الليكود الإسرائيلي أورن حزان إلى الحدود لدعم جنود جيش الإحتلال الإسرائيلي، وجلبَ معه الشيبس والكولا والعصير. وأعلن جيش الإحتلال الإسرائيلي المنطقة المتاخمة لقطاع غزة منطقة عسكرية مغلقة.
في مساءَ يوم السبت أشاد رئيس الحكومة الإسرائيلية بنيامين نتنياهو بالجنود الذين نفذوا عمليات القتل بحق المتظاهرين الفلسطينيين على حدود قطاع غزة.
حَسب القناة العبرية العاشرة، فإنهُ في 1 أبريل نَشرت القوات الإسرائيلية قباتٍ حديدية (بطاريات الدفاع الصاروخي) في مستوطنات غلاف غزة، وذلك تحسبًا لإطلاق صواريخ من القطاع.

## مجلس الأمن
دَعَت الكويت والتي كانت تتولى حينها دورة رئاسة مجلس الأمن إلى انعقادِ جلسةٍ مُغلقة لمجلس الأمن لمناقشة الأوضاع في قطاع غزة، حيثُ ذكرَ المندوب الكويتي أنه سيوزع بيانًا صحفيًا على الدول الأعضاء للنظر فيه من أجل اعتماده، لدعوة إسرائيل إلى وقف إعتداءاتها على الشعب الفلسطيني. ولكن فَشِلَ مجلس الأمن بعد اعتراضاتٍ أمريكية، في التوافق على إصدارِ ِبيانٍ بشأن الممارسات الإسرائيلية. كما حمّل المندوب الأمريكي الفلسطينيين ضمنيًا المسؤولية عن الضحايا.

## ردود الأفعال

### محليًا
- محمود عباس: حملَ الرئيس الفلسطيني حكومة الاحتلال مسؤولية أرواح الذين ارتقوا برصاص الاحتلال على الشريط الحدودي، وطالب الأمم المتحدة بالعمل الفوري على توفير الحماية الدولية للشعب الفلسطيني أمام هذا العدوان اليومي المستمر والمتصاعد.[25]
- المبادرة الوطنية الفلسطينية: عبرت المبادرة عن إدانتها للإجرام الذي مارسه جيش الإحتلال الإسرائيلي باستهدافه المباشر والقنص والقتل المتعمد للمشاركين في مسيرة العودة، مؤكدة على أن هذا الاعتداء الإجرامي يضاف للسجل الأسود لجرائم جيش الإحتلال التي يواصل ارتكابها بحق الشعب الفلسطيني وأن هذا الأمر الذي يتطلب ضرورة لجمه بمحاكمة جنرالاته وساسته في المحاكم الدولية.[26]

### عربيًا
- الكويت: ذكر السفير الكويتي منصور العتيبي أن بلاده تندد بأشد العبارات بممارسات الاحتلال الإسرائيلي التي أدت إلى سقوط شهداء وجرحى، وتدعو مجلس الأمن إلى التحرك لوقف الاعتداءات الإسرائيلية وحماية المدنيين الفلسطينيين.[27]
- الأردن: أدانَ وزير الخارجية الأردني أيمن الصفدي التصعيد الإسرائيلي ضد قطاع غزة، وحمّل إسرائيل المسؤولية لانتهاكها حق الفلسطينيين في التظاهر السلمي للمطالبة بحقهم الذي كفله القانون الدولي لهم، محذرًا من جرِّ المنطقة لتصعيدٍ خطير.[28]
- المغرب: أدانت وزارة الشؤون الخارجية والتعاون إقدام قوات الاحتلال الإسرائيلية على إطلاق النار على متظاهرين فلسطينيين عزل أثناء مشاركتهم في مظاهرات سلمية وأعربت الوزارة في بلاغ لها عن استنكار (المغرب)، لجوء قوات الاحتلال الإسرائيلي إلى استخدام القوة المفرطة دون أدنى مراعاة للطابع السلمي للمضاهرات.[29]
- العراق: أدانت العراق استخدام الجيش الإسرائيلي الرصاص في مواجهة تظاهرات سلمية في قطاع غزة، وجدد العراق دعمه للشعب الفلسطيني بما يضمن إقامة الدولة المستقلة وعاصمتها القدس.[30]
- مصر: أدانت استخدام العنف ضد المدنيين العزل بالأراضي الفلسطينية المحتلة، مؤكدةً رفضها الشديد للاستخدام المفرط للقوة من جانب قوات الاحتلال الإسرائيلي في مواجهة مسيرات سلمية خرجت لتحيي ذكرى يوم الأرض.[31]
- الجزائر: أدانت الجزائر ما قامت به قوات الاحتلال الإسرائيلي، ودعت المجتمع الدولي إلى التعجيل بتوفير الحماية التامة للشعب الفلسطيني الأعزل.[32]
- لبنان: أدانت الإجرام الذي قامت به القوات الإسرائيلية، كما أكدت على انتهاك إسرائيل مرةً جديدة لكل الأعراف والقوانين الدولية مستخدمةً الرصاص الحي القاتل في مواجهة التظاهرات السلمية التي أرادها الشعب الفلسطيني.[33]

### عالميًا
- تركيا استدعت وزارة الخارجية في 15 مايو السفير الإسرائيلي لديها وأبلغته بمغادرة البلاد على خلفية المجزرة التي نفذها الجيش الإسرائيلي في غزة حسبما أعلنه موقع صحيفة يدعوت أحرنوت الإسرائيلية.[34]
- جنوب أفريقيا استدعت جنوب أفريقيا سفيرها في إسرائيل للتشاور على خلفية المجزرة التي ارتكبتها قوات الاحتلال الإسرائيلي في غزة ونددت وزارة خارجيتها بالأفعال الإسرائيليين ضد المحتجين السلميين الفلسطينيين.[35][36]
- المجلس الفدرالي السويسري: أيّدَ المجلس مُطالبة مكتب الأمم المتحدة لإجراء تحقيق مستقل وشفاف، حول حادثة اعتداء جيش الإحتلال الإسرائيلي على المسيرات السلمية في غزة، داعيًا المجلس في ذات الوقت إلى احترام حقوق الإنسان، لا سيما الحق في الحياة، ونبذ استخدام القوة غير المتناسبة.[37]
- روسيا: أكد نائب مندوب روسيا الدائم لدى الأمم المتحدة فلاديمير سافرونكوف قلق بلاده البالغ إزاء الأحداث المأساوية في قطاع غزة والأنباء عن ارتفاع عدد القتلى والمصابين نتيجة إجراءات الجيش الإسرائيلي لضبط الاحتجاجات الفلسطينية، التي بدأت في 30 مارس في إطار حملة متواصلة أطلق عليها «مسيرة العودة الكبرى»، وذكر أن روسيا تدعو الجانبين الفلسطيني والإسرائيلي إلى التحلي بضبط النفس والامتناع عن الأعمال المؤدية إلى قتل المدنيين الأبرياء.[38]
- ألمانيا: أعربت وزارة الخارجية الألمانية عن قلقها إزاء الوضع في قطاع غزة، ودعت جميع الأطراف لتجنب المزيد من التصعيد.[39]
- السويد: أدان سفير الأمم المتحدة أولوف سكوغ التصرفات الإسرائيلية ودعا إلى إجراء تحقيق مستقل بشأن الوفيات، قائلاً إن «إسرائيل، كقوة احتلال، تتحمل مسؤولية حماية المدنيين الفلسطينيين ويجب أن تحترم تمامًا حق الاحتجاج السلمي».[40]
- الولايات المتحدة: قالت السفيرة في الأمم المتحدة نيكي هالي إن «أي شخص يهتم حقاً بالأطفال في غزة يجب أن يصر على أن تتوقف حماس فوراً عن استخدام الأطفال كعلف للمدافع في صراعها مع إسرائيل»[41]
- الفاتيكان: ندد البابا فرنسيس بالإجراءات الإسرائيلية قائلاً إن «استخدام العنف لا يؤدي أبداً إلى السلام. فالحرب تولد الحرب والعنف يولد العنف».[42]
- استراليا: ألقى رئيس الوزراء مالكولم تورنبول باللوم على حماس في مقتل الفلسطينيين. وقال إن "سلوك حماس هو تصادمي. إنهم يسعون لاستفزاز قوات الدفاع الإسرائيلية". وأضاف أن حماس "تدفع بالناس إلى الحدود. في منطقة النزاع تلك، فإنك تدفع الناس في الأساس إلى ظروف من المرجح أن يتم إطلاق النار عليهم فيها.[43]
- إيران: قال وزير الخارجية محمد جواد ظريف: «إن مجازر النظام الإسرائيلي لا تحصى من الفلسطينيين بدم بارد بينما يحتجون في أكبر سجن في العالم. وفي الوقت نفسه، يحتفل ترامب بسفارة الولايات المتحدة غير الشرعية ويتحرك متعاونوه العرب لتحويل الانتباه. يوم عظيم العار».[44]

- المملكة المتحدة: في 15 مايو / أيار، قالت رئيسة الوزراء البريطانية تيريزا ماي، متحدثة إلى جانب الرئيس التركي أردوغان، إن «هناك حاجة ملحة لإثبات حقائق ما حدث بالأمس من خلال تحقيق مستقل وشفاف، بما في ذلك سبب هذا الحجم من النار الحية تم استخدامها وما الدور الذي لعبته حماس في الأحداث»
- فرنسا: في 14 أيار / مايو، أدان الرئيس الفرنسي إيمانويل ماكرون «أعمال العنف التي تشنها القوات المسلحة الإسرائيلية ضد المتظاهرين».

### منظمات وهيئات
- الأمم المتحدة: ذكرت أن الوضع في غزة قد يتدهور خلال الأيام المقبلة، وحث على عدم استهداف المدنيين ولا سيما الأطفال، وأضاف أن على إسرائيل أن تتحمل مسؤولياتها بموجب القانون الدولي لحقوق الإنسان والقانون الإنساني، ويجب عدم استخدام القوة الفتاكة إلا كملاذ أخير مع قيام السلطات بإجراء التحقيقات المناسبة في أي حالات وفاة تنجم عن ذلك.[45]

وفي 15 مايو / أيار، قالت رئيسة الوزراء البريطانية تيريزا ماي، متحدثة إلى جانب الرئيس التركي أردوغان، إن "هناك حاجة ملحة لإثبات حقائق ما حدث بالأمس من خلال تحقيق مستقل وشفاف، بما في ذلك استخدام مثل هذا الحجم من النار الحية وما الدور الذي لعبته حماس في الأحداث.
- منظمة بتسيلم: ذكرت أنَّ إطلاق النار على متظاهرين عزل مخالف للقانون، والأمر بتنفيذه يتعارض بوضوح مع القانون، وحذرت المنظمة من التعامل مع موقع المظاهرة على أنّه ساحة حرب، ومن استهداف المتظاهرين بالنيران الحية، موضحةً أنّ كلا الأمرين محظور قانونًا، وأكدت أنَّ إصدار إسرائيل التعليمات والأوامر داخل قطاع غزة هو تبجح باطل ولا أساس له، ومن غير الواضح أبدًا من أين تستمد إسرائيل صلاحيّة أن تقرر لسكان القطاع أين يمكنهم التواجد أو التظاهر.[46]
- حزب العمال: ذكر جيرمي كوربين رئيس حزب العمال البريطاني أن قيام الجيش الإسرائيلي بقتل وإصابة مدنيين فلسطينيين يتظاهرون من أجل حقوقهم في غزة، هو أمر مروع، وأضاف أنه على حكومة المملكة المتحدة أن تُسمع صوتها بصورة عاجلة بخصوص الحاجة الملحة للتوصل ألى تسوية حقيقية من أجل السلام والعدالة.[47]
- حزب ميرتس: طالب إسرائيل بإجراء تحقيق في أحداث يوم الجمعة على الحدود مع قطاع غزة، وقالت رئيسة الحزب أنَّ النتائج صعبة وتتطلب أدلة وتحقيق إسرائيلي مستقل، لمعرفة ما حدث هناك، ومن مصلحة إسرائيل أن تجري هذا التحقيق لمنع تدهور الأحداث.[48]
- الاتحاد الأوروبي: دعى الاتحاد الأوروبي إلى تجنب تفاقم العنف في منطقة الحدود بين إسرائيل وقطاع غزة، كما دعى لتحقيق مستقل في حالات استخدام السلاح من جانب الجيش الإسرائيلي ضد الفلسطينيين.[49]
- منظمة التعاون الإسلامي: أدانت العدوان الذي تشنه القوات الإسرائيلية على المدنيين الفلسطينيين العُزل أثناء مشاركتهم في مسيرات سلمية، واعتبرت أن هذا التصعيد الخطير يشكل إرهاب دولة وجريمة تستدعي التحقيق والمحاسبة.[50]
- منظمة العفو الدولية: وصفت المنظمة ما حدث بأنه «انتهاك مشين» وأضافت: «نحن نشهد انتهاكا مشينا للقانون الدولى وحقوق الإنسان في غزة يجب وقف ذلك فورا»[51]

## نتائج المسيرات
- ظهور الغرفة المشتركة.
- ظهور أبناء الزواري.
- استخدام الطائرات الورقية الحارقة والبالونات الحارقة.
- إشتبكات بين المقاومة وإسرائيل
  - اشتباكات غزة-إسرائيل (نوفمبر 2018)
  - اشتباكات غزة-إسرائيل (مايو 2019)
  - اشتباكات غزة-إسرائيل (نوفمبر 2019)

## روابط خارجية
- احتجاجات غزة الحدودية 2018–19  على فيسبوك.